# Halaelurus sellus
Halaelurus sellus — акула з роду Halaelurus родини Котячі акули. Інші назви «іржава плямиста котяча акула», «помаранчева акула-кішка».

## Опис
Загальна довжина становить 42,3 см. Втім внаслідок не достатньої вивченості цієї акули довжина може бути більше — до 45-46 см. Голова відносно коротка, сплощена. Морда загострена. Очі середнього розміру, овальні, горизонтальної форми, з мигальною перетинкою. За ними розташовані крихітні бризкальця. ніздрі прикриті трикутними носовими клапанами. Рот відносно великий. Зуби розташовані у декілька рядків. Вони дрібні, з багатьма верхівками, з яких центральна є високою та гострою, бокові — маленькі. У неї 5 пар коротких зябрових щілин. Тулуб стрункий, подовжений. Грудні плавці розвинені, широкі. Має 2 спинних плавця майже однакового розміру. Передній спинний плавець починається навпроти кінця черевних плавців, задній — кінця анального плавця. Черевні плавці низькі та широкі. У самців на них розташовані птеригоподії помірної довжини. Черево має середньої довжини. Анальний плавець низький та широкий. Хвостовий плавець вузький, гетероцеркальний.
Забарвлення спини жовто-коричневе з червонуватим відтінком. Від кінця голови до кінчика хвостового плавця розміщені темно-коричневі сідлоподібні смуги. У середній частині широкі смугу чергуються з вузькими.

## Спосіб життя
Тримається на глибинах від 110 до 225 м. Доволі млява і повільна акула. Полює переважно біля дна, є бентофагом. Живиться дрібними ракоподібними та невеличкою костистою рибою.
Статева зрілість настає у самців при розмірі 37-38 см, самиць — 38-40 см. Це яйцекладна акула. Самиця відкладає 6 яєць. Частина інкубаційного процесу відбувається у середині тіла самиці.
Не є об'єктом промислового вилову. На чисельність впливає глибоководний вилов креветок, крабів та риби.

## Розповсюдження
Мешкає біля північно-західного узбережжя Австралії: від затоки Акул (на Північній Території) до берегів штату Західна Австралія. Площа ареалу становить близько 20 тис. кв².